# 英国航空2276号班机事故
英国航空2276号班机是一班由拉斯维加斯麦卡伦国际机场飞往伦敦盖特威克机场的定期国际旅客航班，该航班2015年9月8日在拉斯维加斯麦卡伦国际机场起飞时着火，导致机组人员中止起飞，乘客和机组被迫疏散。 该航班搭载了157名乘客和13名机组人员，乘客包括利氏家族一家。飞机的左一 GE90引擎碎片飞出。
飞机已在2016年2月被维修好，随后于3月2日再次投入运营。

## 事件过程

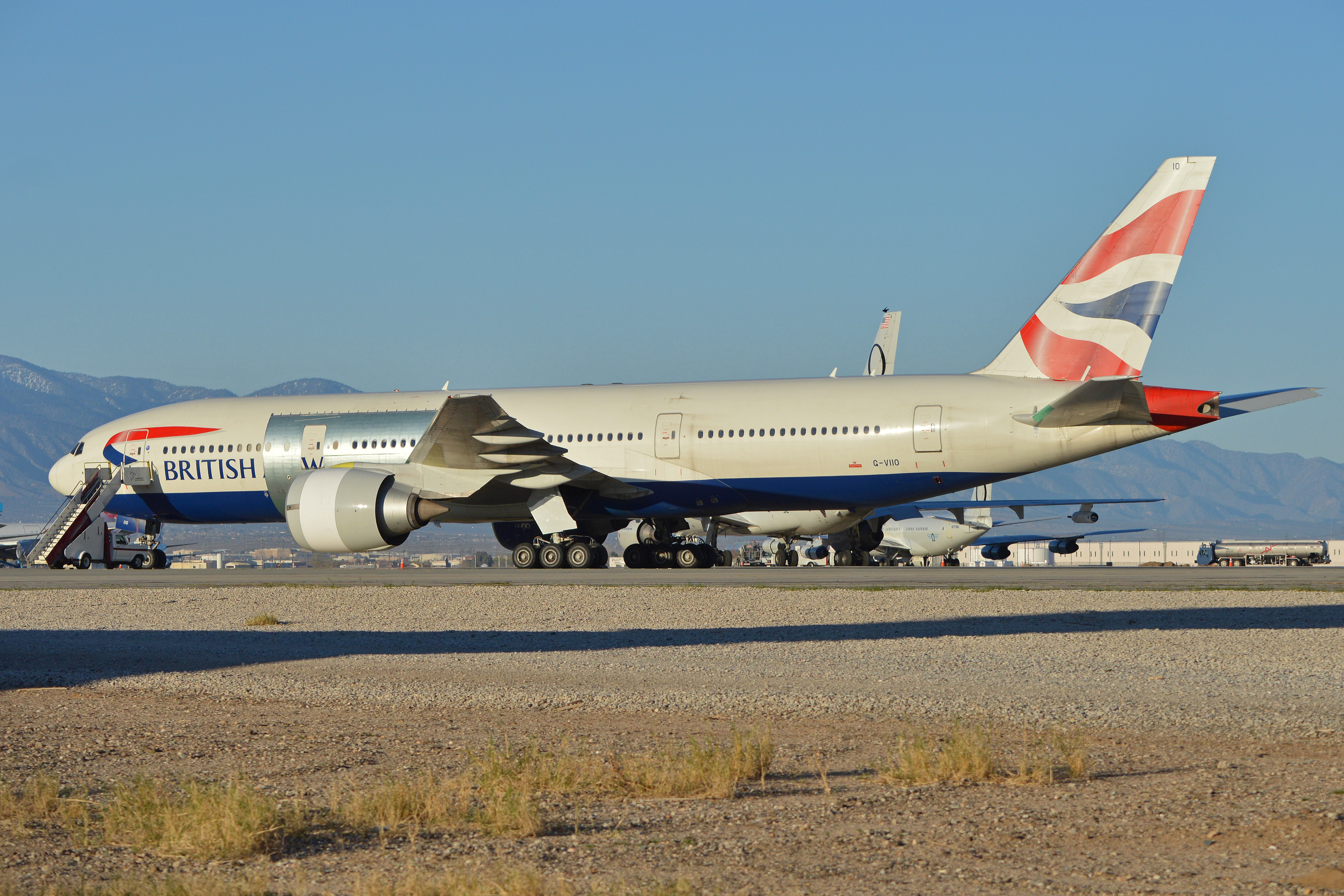
修复后的涉事客机，2016年2月摄于维克多维尔

当地时间15点53分，飞机离开T3航站楼E3登机口，16时12分于07L跑道起飞，就在起飞过程中，引擎着火。 
当飞行员注意到这一灾难性的情况后，立即终止起飞，疏散乘客。 所有乘客及机组成员均成功疏散，只有一些在撤离过程中受了轻伤。当飞行员决定中断起飞时，飞机的速度仅有90英里/小时 ，远远低于183MPH的起飞速度。
飞行员发出求救信号后5分钟，机场的紧急救援人员就扑灭了大火。 14人在疏散过程中受轻伤，随后被送往日落医院（Sunrise Medical Center）治疗。 大火烧穿了货舱门并损坏了引擎。
联邦航空管理局（FAA）认定大火是由左侧的GE90引擎引起的。 由于飞机逆风起飞，风将火焰吹向飞机的燃油仓。飞机停在了原地，但大火对飞机的结构造成了很大的破坏。 该飞机装备了引擎灭火器，但并未起效。
07L跑道被迫关闭了4小时，部分进港航班被取消。